# Amphipyra corvina
Amphipyra corvina är en fjärilsart som beskrevs av Victor Ivanovitsch Motschulsky 1866. Amphipyra corvina ingår i släktet Amphipyra och familjen nattflyn. Inga underarter finns listade i Catalogue of Life.